# Preußische G 8.2
Die Gattung G 8.2 bestand aus zwei verschiedenen Lokomotivbauarten: Zum einen aus der preußisch/oldenburgischen G 8.2, die auch von der Deutschen Reichsbahn weiterbestellt wurde, zum anderen aus der G 8.2 der Lübeck-Büchener Eisenbahn.

## Preußische G 8.2

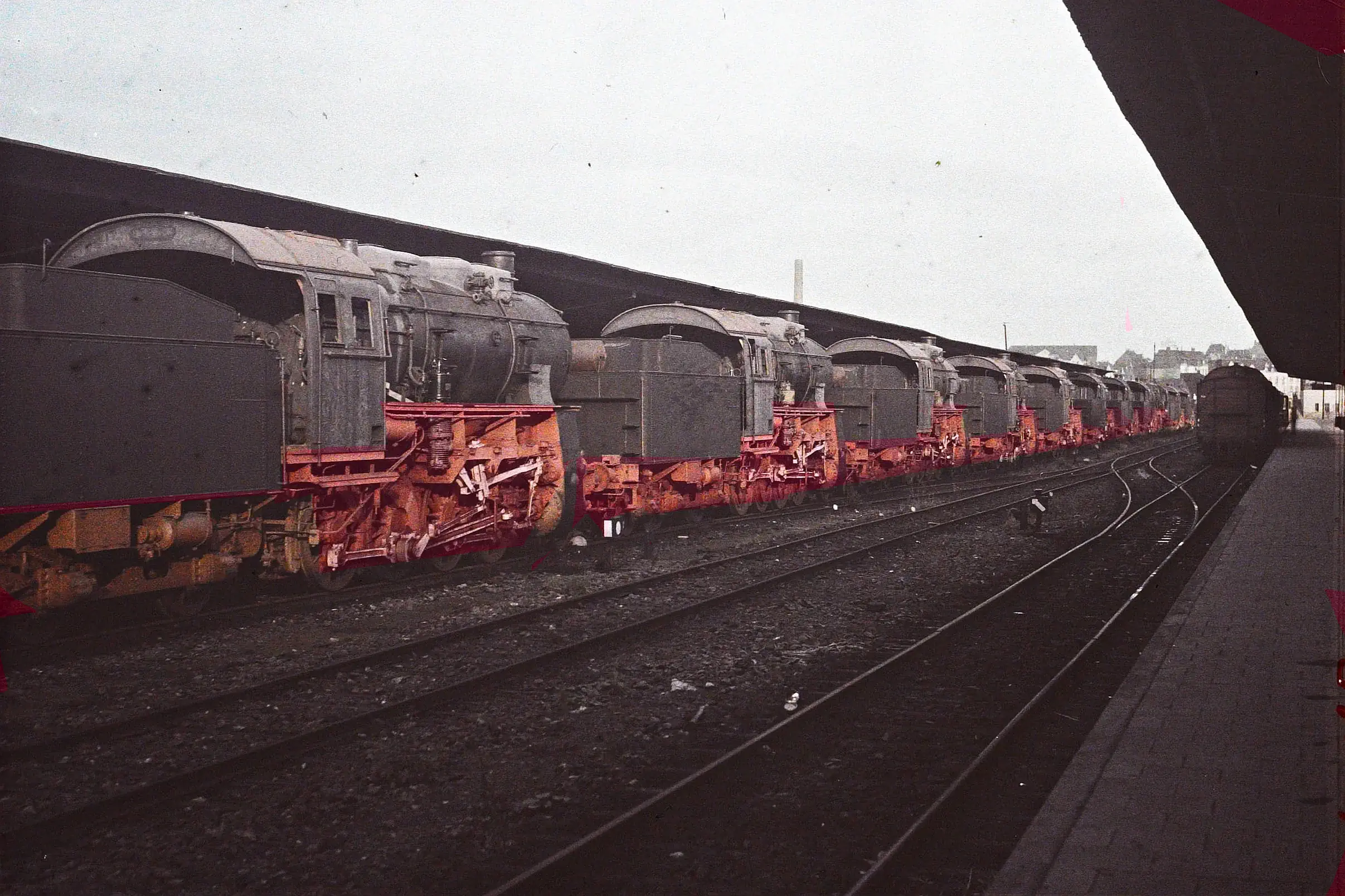
Abgestellt stand im Oktober 1923 eine Reihe von G 8.2 im Hbf Essen

Die Preußische G 8.2 ist eine Version der Preußischen G 8.3 mit Zweizylindertriebwerk. Man hatte festgestellt, dass das wartungsaufwändige Innentriebwerk der G 8.3 nicht unbedingt erforderlich und durch das einfache Verkürzen der G 12 keine optimale Lokomotivkonstruktion entstanden war und baute die G 8.3 daher nicht weiter. Wie diese war die G 8.2 aus der G 12 entwickelt worden und stellte eine verkürzte Variante dieser dar. Die Lokomotiven wurden im schweren Güterzugdienst auf Hauptstrecken eingesetzt. Später wurde die Höchstgeschwindigkeit teilweise auf 75 km/h angehoben, so dass diese Lokomotiven auch im Personenzugdienst eingesetzt werden konnten. Von dieser Bauart wurden zwischen 1919 und 1928 insgesamt 846 bis 850 Exemplare (beide Stückzahlen werden in verschiedenen Quellen mehrmals bestätigt.) für die Preußischen Staatseisenbahnen und die Deutsche Reichsbahn gebaut. Fünf Lokomotiven, die 1921 an die Reichsbahndirektion Oldenburg geliefert wurden, erhielten wie bei oldenburgischen Maschinen üblich eine Lentz-Ventilsteuerung. Die 1922 gelieferten Lokomotiven erhielten Nummern der Gattungsdirektion Cassel, 1923 wurden einige dann nach dem vorläufigen Nummernplan als Baureihe 31 ausgeliefert, bevor sie ab Ende 1923 mit ihren endgültigen Nummern abgeliefert wurden. Die Deutsche Reichsbahn gab der Baureihe die Betriebsnummern 56 2001–2485 und 2551–2916.
Die Firma AEG rüstete 1930 vier Fahrzeuge auf Kohlenstaubfeuerung um.
Weitere weitgehend baugleiche Lokomotiven wurden an die türkische und rumänische Eisenbahn geliefert. Die rumänische CFR erhielt zunächst 1921 und 1922 von deutschen Lokomotivfabriken 104 Stück geliefert, weitere 40 Exemplare übernahm die CFR 1926 aus Beständen der Reichsbahn. Die 62 türkischen Exemplare kamen von Nydqvist och Holm und Tubize. Sie wiesen etwas größere Kessellängen und Achsstände auf, waren aber ansonsten weitgehend baugleich. Von der TCDD wurden sie als TCDD 45 001–062 eingeordnet. Die letzten Exemplare schieden erst 1990 aus dem planmäßigen Dienst, mehrere blieben als Denkmallokomotiven erhalten.
Nach dem Zweiten Weltkrieg waren in Deutschland noch 650 Exemplare der Baureihe vorhanden. Bei der Deutschen Bundesbahn kam es sehr schnell zur Ausmusterung dieser Baureihe, als letzte wurde die 56 2637 im Jahr 1963 abgestellt und 1965 ausgemustert. Der Hauptgrund dafür war die für Hauptstrecken inzwischen zu geringe Höchstgeschwindigkeit und die für Nebenstrecken häufig zu große Achslast. Loks der Baureihe wurden jedoch als Heizloks weitergenutzt.
Die Deutsche Reichsbahn nutzte diese Lokomotiven noch bis Anfang der 1970er Jahre. Der Umbezeichnungsplan von 1970 enthielt 17 Lokomotiven, bei einigen wurden die EDV-Nummern auch noch angeschrieben. Aufgrund der Tausenderstelle 2 und der Rostfeuerung musste dabei nur die Selbstkontrollziffer hinzugefügt werden. Hochburg war das Bahnbetriebswerk Vacha in Thüringen, welches mit den 56 2001 und 56 2916 sowohl die erst- als auch die letztgebaute Lokomotive einsetzte. In Deutschland ist keine Lok der Baureihe 5620–29 erhalten geblieben. Die 56 2795 steht als Tr6-39 im Eisenbahnmuseum Warschau.
Nach dem Zweiten Weltkrieg verblieben 52 Maschinen in Polen, die von den PKP als Baureihe Tr6 geführt wurden. Am 21. Dezember 1972 wurde die letzte von ihnen, die Tr6-3, ausgemustert.

## G 8.2 der LBE
Die G 8.2 der Lübeck-Büchener Eisenbahn orientierten sich zwar an den preußischen G 8.2, waren aber doch eine eigenständige Konstruktion mit zahlreichen Änderungen. So waren sie deutlich länger und wirkten daher nicht so gedrungen. Sie waren in erster Linie für den schweren Güterverkehr zwischen Hamburg und Lübeck vorgesehen. Da diese Lokomotiven auch im Personenzugverkehr eingesetzt werden sollten, wurden das Laufwerk und die Bremsen so konstruiert, dass die Höchstgeschwindigkeit auf 75 km/h erhöht werden konnte. Es wurden in den Jahren von 1923 bis 1930 insgesamt acht Lokomotiven von Linke-Hofmann geliefert. Sie waren nie im Bestand der Preußischen Staatsbahn, kamen erst 1938 zur Deutschen Reichsbahn, erhielten die Reihenbezeichnung 5630 und die Betriebsnummern 56 3001–3008.
Die Deutsche Bundesbahn übernahm die Lokomotiven 56 3001 und 56 3003–3008 und musterte sie bis 1951 aus. Bei der Deutschen Reichsbahn verblieb die 56 3002, sie wurde 1956 ausgemustert.
An die Osthannoversche Eisenbahnen OHE wurde 1948 die 56 3005 für 109 000 RM verkauft und erhielt hier die Nummer OHE 56 106. Die Lokomotive wurde bis 1963 eingesetzt und danach ausgemustert sowie verschrottet.
Erhalten ist die Lokomotive 56 3007, die im Eisenbahnmuseum Darmstadt-Kranichstein steht. Sie war nach ihrer Ausmusterung durch die DB 1950 bis 1975 als Werklok bei der Grube Carl Alexander in Baesweiler im Einsatz.
Die Lokomotiven waren mit Schlepptendern der Bauarten pr 3 T16,5, pr 3 T20 oder pr 2’2’ T21,5 gekuppelt.